# Безунеш Бекеле
Безунеш Бекеле Сертсу — эфиопская бегунья на длинные дистанции.
Двукратная победительница 15-и километрового Монтферландского пробега (2004, 2005). Победительница Роттердамского полумарафона 2005 года с результатом 1:11.56. В 2006 году стал чемпионкой мира по кроссу в командном первенстве. В 2007 году выиграла португальский полумарафон с результатом 1:10.20 и 15-и километровый Неймегенский пробег. Победительница Дубайского марафона 2009 года. Второе место на Берлинском марафоне 2010 года с результатом 2:24.58. На чемпионате мира 2011 года заняла четвёртое место на марафонской дистанции.
В 2012 году заняла 4-е место на Дубайском марафоне, установив личный рекорд 2:20.30.